# Lundastenen 1
Lundastenen 1, även kallad "Lundagårdsstenen" eller "Allhelgonastenen", med signum DR 314, är en runsten som nu är placerad i entrén till Lunds universitetsbibliotek i Skåne. 

## Stenen
Stenen är knappt fyra meter hög. Den är på ena sidan dekorerad med två motställda varianter av "Stora djuret", här med två vargar på var sida om en mask. Masken påminner mycket om den sorten som återfinns på Bösarp-småstyckena (DR 258) och Västra Ströstenen 2 (DR 335). På andra bredsidan finns ett stiliserat människoansikte.

## Historik
Stenen restes av en Torgisl på Helgonabacken(de) i Lund och återfanns 1690 i Allhelgonaklostrets ruiner.
Stenen flyttades på 1700-talet till universitetets mark i Lundagård, där den förvarades liggande. År 1751 förordade professorn i historia Sven Lagerbring att stenen "skulle uppsättas på en rabatt emedan herr baron och överintendenten Hårleman vid sitt sista vistande härstädes låtit förstå att han sådant åstundade". Förslaget ledde dock inte till någon åtgärd och det kom att dröja ända till 1868 innan stenen restes upp. Från 1957 förvaras den inomhus i universitetsbibliotekets entré.

## Inskriften
Translitterering av runraden:
§A + þu(r)[kisl ÷ sun ÷ i]sgis ÷ biarnaʀ ÷ sunaʀ ÷ risþi ÷ sti[no ÷ þisi] ÷ (u)(f)tiʀ ÷ bruþr + 
§B + sino ÷ baþa ÷ ulaf ÷ uk ÷ utar ÷ lanmitr ÷ kuþa +
Normalisering till rundanska:
§A Þorgisl, sun Æsgis Biarnaʀ sonaʀ, resþi stena þæssi æftiʀ brøþr 
§B sina baþa Olaf ok Ottar, landmænnr goþa.
Översättning till nusvenska:
Torgisl, son av Esge Björnsson, reste dessa stenar efter sina båda bröder, Olof och Ottar, goda landmän.

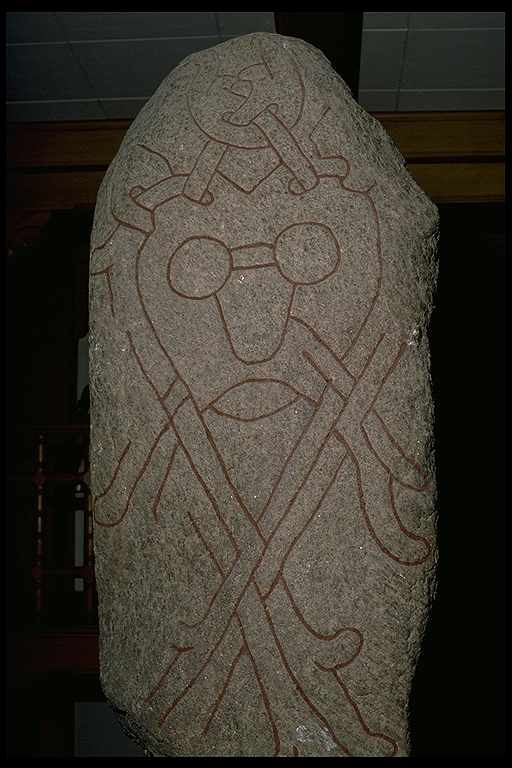
Stiliserat människoansikte.

Esge Björns son finns nämnd på DR 91 och ”Esger Bj... ” på DR 65. "Goda  landmän” – aristokratisk titel på godsägare, belagd även på DR 133.

## I populärkultur
Masken på stenen förekommer i tv-serien Vikings som en tatuering på den götiske jarlen Borg.[källa behövs]